# Kozulka
Kozulka (oroszul: Козулька) városi jellegű település Oroszország ázsiai részén, a Krasznojarszki határterületen, a Kozulkai járás székhelye.
Népessége: 7998 fő (a 2010. évi népszámláláskor).

## Elhelyezkedése
Krasznojarszktól 110 km-re nyugatra helyezkedik el, a transzszibériai vasútvonal Krasznojarszk–Acsinszk közötti szakaszának egyik állomása. A településtől néhány km-re vezet a „Szibéria” nevű R255-ös főút (oroszul: ), mellyel bekötőút köti össze.

## Története
A település a nyolc km-re található Sztaraja Kozulka faluról kapta nevét. A kis falu 1751-ben keletkezett, maga Kozulka azonban csak 1892-ben, a vasútvonal építésekor. A vasútállomás – kezdetben csupán kitérő – és a kis víztorony 1895-re készült el, utóbbi napjainkban is áll. 1916-ban egy acsinszki kereskedő fűrésztelepet létesített a falu mellett, mely a szovjet korszakban államosítva és bővítve tovább működött. 1923-ban iskola épült. 1924-ben a település az akkor létrejött járás székhelye lett. A vasúti kitérőt hivatalosan 1934-ben nyilvánították vasútállomássá. 